# ويلسون ستون
ويلسون ستون (بالإنجليزية: Wilson Stone)‏ هو عالم وراثة وأحيائي أمريكي، ولد في 6 أكتوبر 1907 في جنكشن في الولايات المتحدة، وتوفي في 28 فبراير 1968.